# Mateo de Lepe

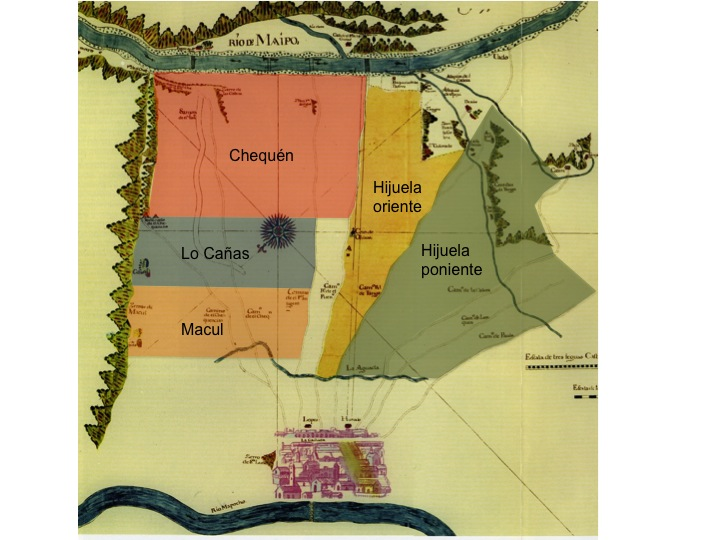
Esquema del Llano del Maipo con sus principales haciendas y chacras. En rojo la hacienda del Chequén o Peral (actual comuna de Puente Alto) de la Compañía de Jesús, en plomo la Hacienda de Lo Cañas, en naranja la Hacienda de Macul, en amarillo y verde hijuelas oriente y poniente de las Tierras de Lepe. Orientación geográfica: a mano izquierda el oriente y a mano derecha el poniente.

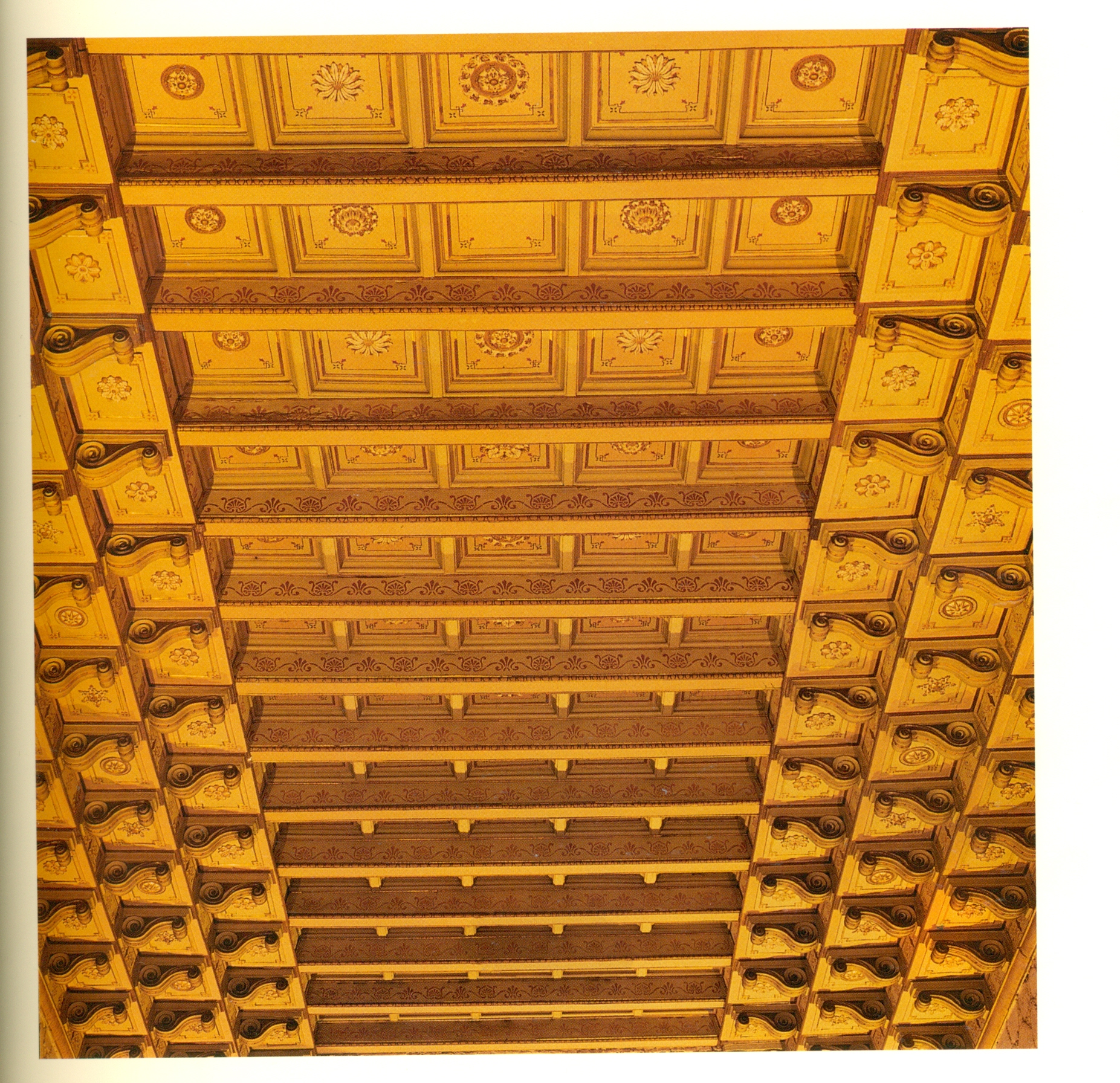
Detalle del techo artesonado de la nave central de la Iglesia de San Francisco en Santiago de Chile, obra atribuida a Mateo de Lepe.

Mateo de Lepe, de profesión carpintero o albañil, nació en Santiago de Chile cerca del año 1580. En su testamento menciona ser hijo natural del español originario de la Villa de Lepe Juan de Lepe (casado en Chile con Ana Rodríguez) y de la chilena Leonor (sin apellido). En 1605 comenzó a ejercer su oficio en la ciudad de Santiago. Mateo de Lepe testó ante el escribano Juan Ramírez de Arellano con fecha 20 de octubre de 1644 en Santiago de Chile. Según su testimonio contrajo matrimonio con Juana de Figueroa Riberos y Alvarado (aparece en algunos documentos como Juana Rodríguez), con la cual estuvo casado 11 años y tuvo varios hijos (María, Tomás, Águeda y Clemente).

## Principales obras
Participó en varias obras públicas de la ciudad de Santiago a inicios del siglo XVII, tales como:
La construcción de los primeros tajamares del mapocho en la ribera sur del río en 1612, después de la gran avenida o inundación ocurrida en el invierno del año 1609.
En 1615 el artesonado de la nave de la Iglesia de Santo Domingo.
En 1616 se le solicitó diseñar el puente sobre el río Maipo 
Entre 1622 y 1626 en el primer templo de la Iglesia de La Merced.
En 1628 en el templo de las Clarisas.
En 1633 la fuente de la plaza mayor de Santiago.
También se atribuye a Mateo Lepe el artesonado de la Iglesia de San Francisco.

## Linaje
Mateo de Lepe y Juana de Riberos Figueroa hija natural de Lorenzo Juárez Figueroa y Juana González los hijos legítimos fueron:
- Marcos Lepe, fallecido párvulo entre 1638 y 1644.
- María de Lepe, casada con el Teniente Diego de Silva Rodríguez, testó viuda en 1656, 1657 y 1661.
- Tomás de Lepe y Riberos casado con María o Mariana de Córdova y Morales. Una de sus hijas se casó con Lorenzo de Dinamarca, dejaron sucesión en Toquigua, Zúñiga y Guacarhue.
- Agueda de Lepe
- Clemente de Lepe, fraile mercedario que testó en 1656, falleció el 21 de noviembre de 1708.

Los hijos naturales de Mateo Lepe, fueron:
- Martín de Lepe, que en 1644 estaba en La Rioja.

- Juan de Lepe, hijo de Elvira de Rosa, fue maestro carpintero. Se casó con María de Aguilera y Azpeitía y testó en 1650, 1660, 1664 y finalmente en noviembre de 1672.
- Juana de Lepe, hija de Ana, india. Nacida en 1603, se casó con Juan Pérez y en 1644 estaba en Perú.
- Leonor de Lepe, quien se casó con García Gutiérrez de Sotomayor. Obtuvo medio solar de las tierras detrás del cerro Santa Lucia.
- Agustina Lepe, quien se casó con Tomás Bernal. heredo dos solares en La Chimba y medio solar detrás del cerro Santa Lucía.

## Tierras de Lepe
Mateo de Lepe recibió varios solares en Santiago como recompensa por sus obras. 
El 9 de diciembre de 1611 recibe del Gobernador Juan de la Jaraquemada una merced de tierra de unas 5 mil cuadras en el Valle del Puangue en la actual Curacaví en consideración a sus servicios a su Magestad.
El 7 de septiembre de 1620 el Cabildo de Santiago le concede dos solares de tierra ubicados en la placeta que se forma entre el rio Mapocho y el cerro Santa Lucía para él y sus herederos. Estas tierras se medirían entre las dos acequias que surtían el molino del hospital y la nueva acequia abierta para la ciudad. La merced de tierras solicitada por el Cabildo se hizo debido a los trabajos que Lepe realizó con la construcción de los primeros tajamares hechos de cabrias de madera a su propio costo y que impidieron la total ruina de la ciudad durante la crecida del río.
En 1622 adquiere un solar en la ciudad de Santiago en la esquina de la actuales calles Mac Iver y Esmeralda
Sin embargo, la donación más importante fue la realizada por parte del Gobernador Luis Fernández de Córdoba y Arce de las tierras del Llano del Maipo que habían sido subdivididas previamente, y que en 1627 entrega una parte importante de ellas a Mateo de Lepe y pasaron a denominarse Llano de Lepe.En 1732 estas tierras fueron divididas en dos hijuelas denominadas hijuela Oriente e hijuela Poniente. Los herederos de José de Lepe y Córdova enajenaron la sección poniente (zona verde del plano) de estas tierras a José de Perochena y Álvarez de Toledo tomando el nombre de hacienda de San Nicolás de Tango o posteriormente la denominación de hacienda de Chena. Luego en el año 1801 los herederos de Santiago de Lepe y Toro vendieron la sección oriente del Llano de Lepe a Pedro del Villar García, limitada por el camino real del Puente Nuevo (hoy Gran Avenida - Los Morros) y el camino de Tango (hoy Ochagavía)(zona amarilla del plano). Debido a que Pedro Villar realiza unas plantaciones de viñas en sus propiedades en el extremo sur de su propiedad trazando un canal paralelo al de los jesuitas en Calera, demostrando con ello el uso agrícola de estas tierras y la necesidad de riego.
En 1644 llegó a tener 400 cuadras en Tiltil, 300 cuadras en Boyelemu, 50 cuadras en Huechuraba, 2 cuadras en Quillota, 6 cuadras en La Chimba, 5 cuadras en Vitacura, una cuadra en Cerro Galaz.
Las tierras de Pedro del Villar fueron traspasadas al Hospital San Juan de Dios de Santiago y luego en 1821 fueron subdivididas en múltiples manzanas de 100 cuadras de superficie. Este evento fue el origen de la villa de San Bernardo (Chile) y de varias comunas de Santiago Sur, incluyendo entre ellas la comuna de La Cisterna (hijuela o chacra de Ramón Cisternas de la Torre), comuna de San Ramón (Chile) (hijuela o chacra de Ramón Castro), comuna de La Pintana (hijuela o chacra de Manuel Pinto Díaz) y comuna de La Granja (Chile) (chacra del Convento de la orden Franciscana).